# エンジェルズ・クライ
『エンジェルズ・クライ』(Angels Cry)は、ブラジルのヘヴィメタルバンド・アングラの1作目のアルバム。日本では1993年11月3日に発売された。

## 収録曲
1. アンフィニシュド・アレグロ - "Unfinished Allegro"
2. キャリー・オン - "Carry On"
3. タイム - "Time"
4. エンジェルズ・クライ - "Angels Cry"
5. スタンド・アウェイ - "Stand Away"
6. ネヴァー・アンダースタンド - "Never Understand"
7. 嵐が丘 - "Wuthering Heights"
8. ストリーツ・オブ・トゥモロウ - "Streets Of Tomorrow"
9. イーヴル・ウォーニング - "Evil Warning"
10. ラスティング・チャイルド： I―ザ・パーティング・ワーズ II―ルネッサンス - "Lasting Child I-The Parting Words II-Renaissance"

## 参加ミュージシャン
- アンドレ・マトス：ボーカル、キーボード
- キコ・ルーレイロ：ギター、バッキングボーカル
- ラファエル・ビッテンコート：ギター、バッキングボーカル
- ルイス・マリウッティ：ベース

ゲスト・ミュージシャン
- カイ・ハンセン：ギター
- ディルク・シュレヒター：ギター
- トーマス・ナック：ドラムス
- アレックス・ホルツヴァルト：ドラムス